# Zameer Choudrey
 (août 2021).
Zameer Mohammed Choudrey, baron Choudrey (ourdou : ضمیر چوہدری né en mars 1958) est un milliardaire britannique et le directeur général de Bestway, fondée par son oncle, Anwar Pervez.

## Jeunesse
Il est né en mars 1958. Ses parents sont originaires d'un village reculé de Thathi à Gujar Khan, au Pakistan, il déménage au Royaume-Uni à l'âge de 12 ans avec sa famille pour rejoindre son père qui sert dans l'armée britannique. Pendant ce temps, son oncle, Anwar créé sa propre entreprise et il l'assiste régulièrement dans la gestion de son entreprise pendant ses études. Il est diplômé de l'Université du Kent à Canterbury en 1981.

## Carrière
Il obtient son diplôme de comptable en 1984 chez Simmons, Cohen, Fine and Partners (maintenant Simmons Gainsford LLP) et est membre de l'Institute of Chartered Accountants d'Angleterre et du Pays de Galles. Il est membre de l'Institute of Directors de Londres. En novembre 2014, il reçoit un doctorat honorifique de l'Université du Kent.
Il rejoint le Groupe Bestway en 1984 en tant que Contrôleur Financier. Il joue un rôle clé dans l'expansion des activités de vente en gros du Groupe à travers l'acquisition de Bashin Cash & Carry en 1984 ; Crown Crest Limited en 1987 et Link Cash & Carry en 1988.
En 1990, Choudrey est nommé directeur financier du groupe Bestway. Au milieu des années 90, le conseil d'administration lui confie la mission de diversification des activités et en 1995, il est nommé directeur général de Bestway Ciment,.
En octobre 2002, après avoir mené l'acquisition de United Bank Limited (UBL), il est nommé au conseil d'administration de l'UBL. Depuis, il est administrateur d'UBL Insurers.
En juillet 2004, il est promu au poste de directeur général de Bestway Group.
En juillet 2014, sous sa direction,, le groupe Bestway acquiert les activités de pharmacie de la coopérative pour 620 millions de livres sterling. La pharmacie coopérative est la troisième plus grande entreprise de pharmacie indépendante du Royaume-Uni et la plus importante du Pays de Galles.

## Politique
Partisan et donateur de longue date du parti conservateur britannique en août 2013, il est nommé coprésident des amis conservateurs du Pakistan,,.
Il est nommé Commandeur de l'Ordre de l'Empire britannique (CBE) lors des honneurs du Nouvel An 2016 pour services rendus à l'industrie de la vente en gros et à la charité .
Le 10 septembre 2019, il reçoit une pairie à vie sur la liste d'honneur de démission de l'ex-Première ministre Theresa May et est créé baron Choudrey de Hampstead dans le Borough londonien de Barnet, le 9 octobre 2019. Il rejoint officiellement la Chambre des Lords le 5 novembre 2019.
Il prononce son premier discours à la Chambre des Lords le 29 janvier 2020 ; lorsqu'il participe au débat de la Chambre des Lords sur le Manifeste pour la mobilité du Sutton Trust, publié en novembre 2019, et les recommandations du rapport sur l'état de la nation 2019 de la Commission de la mobilité sociale ,.